# (34957) 1347 T-2
1347 T-2 (asteroide 34957) é um asteroide da cintura principal. Possui uma excentricidade de 0.17168730 e uma inclinação de 1.14356º.
Este asteroide foi descoberto no dia 29 de setembro de 1973 por Cornelis Johannes van Houten e Ingrid van Houten-Groeneveld e Tom Gehrels em Palomar.